# Municipio de Bryan (Misuri)
El municipio de Bryan (en inglés: Bryan Township) es un municipio ubicado en el condado de Douglas en el estado estadounidense de Misuri. En el año 2010 tenía una población de 346 habitantes y una densidad poblacional de 3,68 personas por km².

## Geografía
El municipio de Bryan se encuentra ubicado en las coordenadas 36°55′30″N 92°15′30″O / 36.92500, -92.25833. Según la Oficina del Censo de los Estados Unidos, el municipio tiene una superficie total de 94.03 km², de la cual 93,89 km² corresponden a tierra firme y (0,15 %) 0,14 km² es agua.

## Demografía
Según el censo de 2010, había 346 personas residiendo en el municipio de Bryan. La densidad de población era de 3,68 hab./km². De los 346 habitantes, el municipio de Bryan estaba compuesto por el 98,55 % blancos, el 0,87 % eran amerindios y el 0,58 % eran de una mezcla de razas. Del total de la población el 0 % eran hispanos o latinos de cualquier raza.